# André Miele

André Luís Volpe Miele (Ribeirão Preto, 12 de abril de 1987) é um tenista profissional brasileiro desde 2006.

## Biografia
Eleito em 2003 o melhor juvenil do Brasil, como profissional seu melhor ranking de simples é o posto 229° do mundo, obtido a 4 de agosto de 2008.
Depois de ir muito bem em sua campanha pelo circuito juvenil, onde alcançou a quinta posição do ranking e 110 títulos [carece de fontes?], André Miele, em 2005, foi vice-campeão do torneio Banana Bowl de São Paulo.
Em 2006, começou a carreira profissional, jogando torneios na Colômbia e conquistando em seu primeiro ano três títulos futures de duplas e dois vice-campeonatos.
Em 2007, disputou seus primeiros challengers, alcançando seu melhor posto em simples, (395°) e duplas (319°), conseguindo três títulos de duplas e perseguindo os títulos em simples.
Foi vice-campeão em Brasília e Arapongas. Em 2008, foi ainda campeão de duplas em Manizales, Colombia ao lado de João Olavo Souza, o Feijão.

## Ranking
- Atual Ranking de Simples:495°
- Melhor Ranking de Simples: 229° (4 de agosto de 2008)
- Atual Ranking de Duplas:253°
- Melhor Ranking de Duplas: 179° (14 de setembro de 2009)